# Sântana
Sântana (węg. Újszentanna) – miasto w Rumunii, w okręgu Arad. Liczy 12 936 mieszkańców (2002).